# 单齿蝼步甲
单齿蝼步甲是昆虫纲鞘翅目步甲科蝼步甲属的一种。背面黑色，腹面及足栗黑色。分布于黑龙江、吉林、辽宁、内蒙古等。